# Arkh-e Kūchek
Arkh-e Kūchek (persiska: ارخ كوچك) är en ort i Iran.   Den ligger i provinsen Golestan, i den norra delen av landet, 290 km nordost om huvudstaden Teheran. Antalet invånare är 571.
Terrängen runt Arkh-e Kūchek är mycket platt. Runt Arkh-e Kūchek är det ganska tätbefolkat, med 207 invånare per kvadratkilometer. Närmaste större samhälle är Bandar-e Torkaman, 17,3 km väster om Arkh-e Kūchek. Trakten runt Arkh-e Kūchek består till största delen av jordbruksmark.